# PDP-7

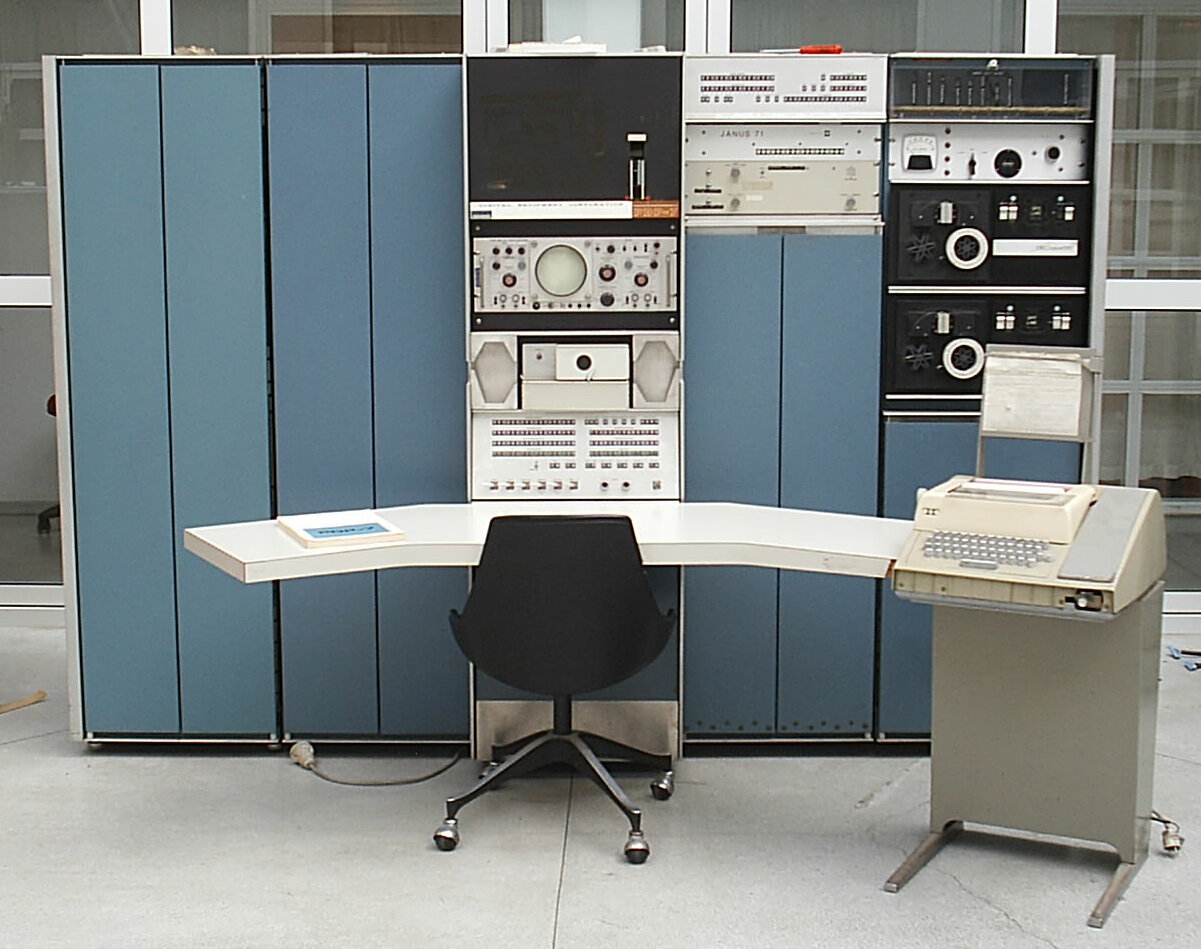
Un PDP-7 a Oslo

Il PDP-7 (Programmed Data Processor-7) fu un computer della serie PDP di Digital Equipment.
Venne presentato nel 1965 e fu il primo a utilizzare la tecnologia Flip Chip, il suo costo era di circa 72 000 dollari statunitensi.
Il PDP-7 fu il terzo sistema Digital con architettura a 18 bit e utilizzava lo stesso set di istruzioni del PDP-4 e del PDP-9.

Nel 1969 Ken Thompson e Dennis Ritchie utilizzarono un sistema PDP-7 per scrivere la prima versione del sistema operativo UNIX, questa versione era scritta nell'assembly della macchina.
Thompson scrisse per la macchina anche una specie di videogioco che simulava un viaggio nel sistema solare. Il PDP-7 fu utilizzato anche per lo sviluppo di MUMPS, o linguaggio M, per il MGH a Boston.
Rimangono alcuni PDP-7 operanti e uno è in restauro a Oslo in Norvegia.